# Nisse Berglund
Nils (Nisse) Johan Berglund, född 17 oktober 1862 i Skellefteå, död 11 januari 1918 i Söderhamn, var en svensk läkare. Han var far till Barbro, Nils och Björn Berglund.
Berglund blev student vid Uppsala universitet 1884, medicine kandidat vid Karolinska institutet i Stockholm 1890 och medicine licentiat där 1894. Han var t.f. provinsialläkare i Bergs distrikt 1895–1896, praktiserande läkare i Rätansbyn 1896, t.f. stads- och lasarettsläkare i Skellefteå 1897, extra provinsialläkare i Rätans distrikt 1898–1903, i Jörns distrikt 1903–1905 och i Bygdeå distrikt 1905–1909, stadsläkare i Skellefteå 1909–1913, provinsialläkare i Vindelns distrikt 1913–1916 och dito i Söderhamn från 1916 till sin död.
Berglund var järnvägsläkare på bandelarna Åsträsk–Långträsk, Krångfors–Kallholmen och Bastuträsk–Skellefteå–Kallholmen 1904–1916. Han var under tiden i Skellefteå skolläkare vid därvarande samskola och under många år sekreterare i Västerbottens läns läkareförening. Han intresserade sig i synnerligen hög grad för sjukstugeväsendets utveckling i Västerbottens län. Det var till stor del hans förtjänst att Degerfors sjukstuga i Vindeln kom att ombyggas och utökas till en av de främsta i landet. Berglund är begravd på Söderhamns kyrkogård.